# Presencia de América Latina
Presencia de América Latina (lub Integración de América Latina) – mural meksykańskiego malarza Jorge Gonzáleza Camareny, stworzony w latach 1964–1965 w galerii sztuki Uniwersytetu w Concepción. Jego głównym tematem jest jedność i braterstwo różnych kultur i narodów Ameryki Łacińskiej.

## Powstanie dzieła

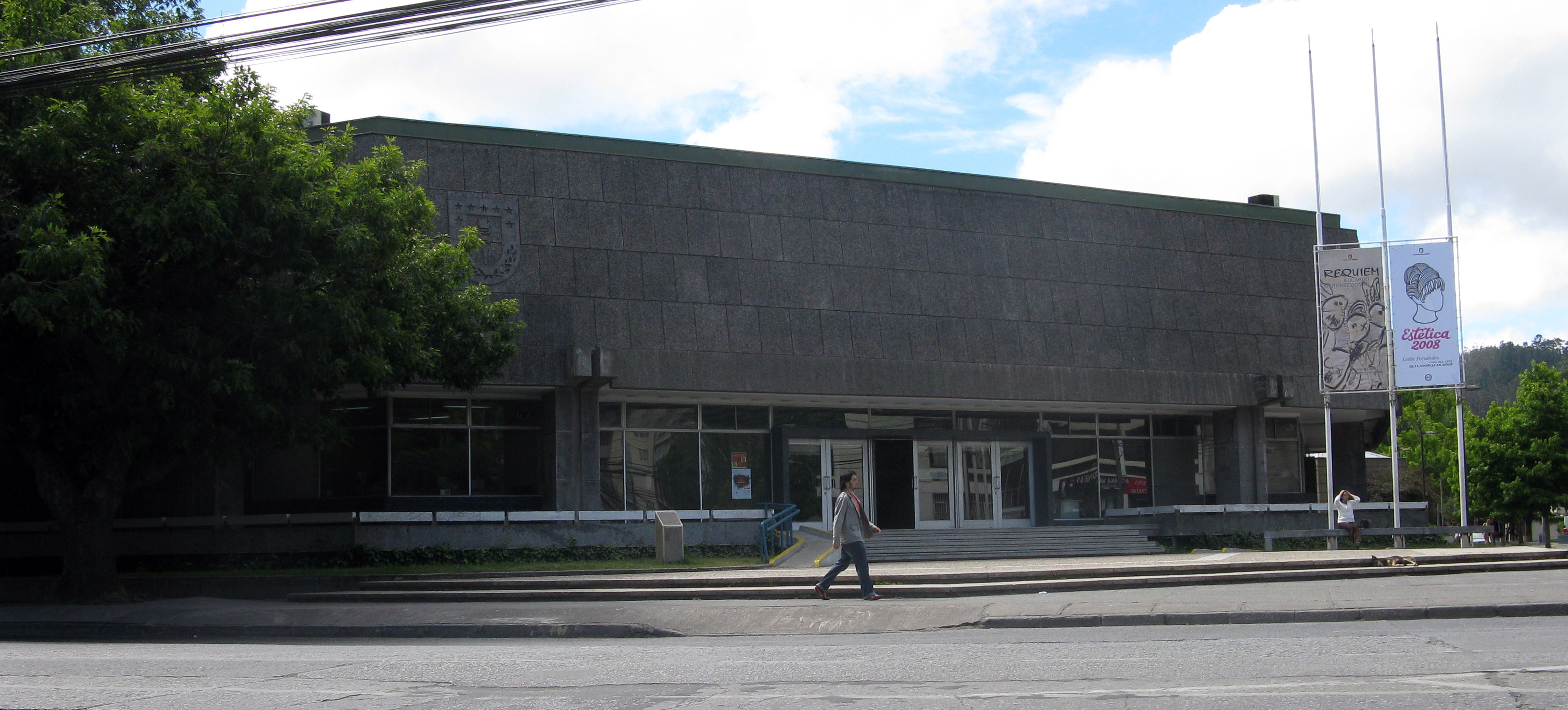
Budynek Casa del Arte w Concepción, 2008

W maju 1960 środkową i południową część Chile nawiedziło silne trzęsienie ziemi. Jednym z miast, które najbardziej ucierpiało, było Concepción. W wyniku wstrząsów zniszczonych i uszkodzonych zostało wiele budynków miejscowego uniwersytetu, Universidad de Concepción, głównej placówki edukacyjnej w tej części kraju. Pomoc w odbudowie zniszczeń i wsparcie finansowe zaproponował chilijskiemu narodowi rząd Meksyku. W uznaniu wkładu kulturalnego i naukowego placówki postanowił wesprzeć m.in. odbudowę uniwersyteckiego Domu Sztuki (Casa del Arte), mającego pełnić funkcję pinakoteki.
Znany meksykański artysta i malarz, Jorge González Camarena, wystąpił wówczas z propozycją stworzenia w nim ogromnego muralu, którego przesłaniem byłaby jedność i braterstwo wszystkich narodów latynoamerykańskich. Pomysł zyskał uznanie władz uniwersyteckich oraz meksykańskiego ambasadora w Chile, co pozwoliło rozpocząć nad nim prace.
Dzieło powstało w okresie od listopada 1964 do kwietnia 1965. González korzystał przy pracy z pomocy trzech meksykańskim muralistów (Manuela Guilléna, Salvadora Almarata i Javiera Arévalo) oraz dwóch specjalnie przeszkolonych artystów chilijskich (Albina Echeverríi i Eugenia Brito).

## Opis i interpretacja

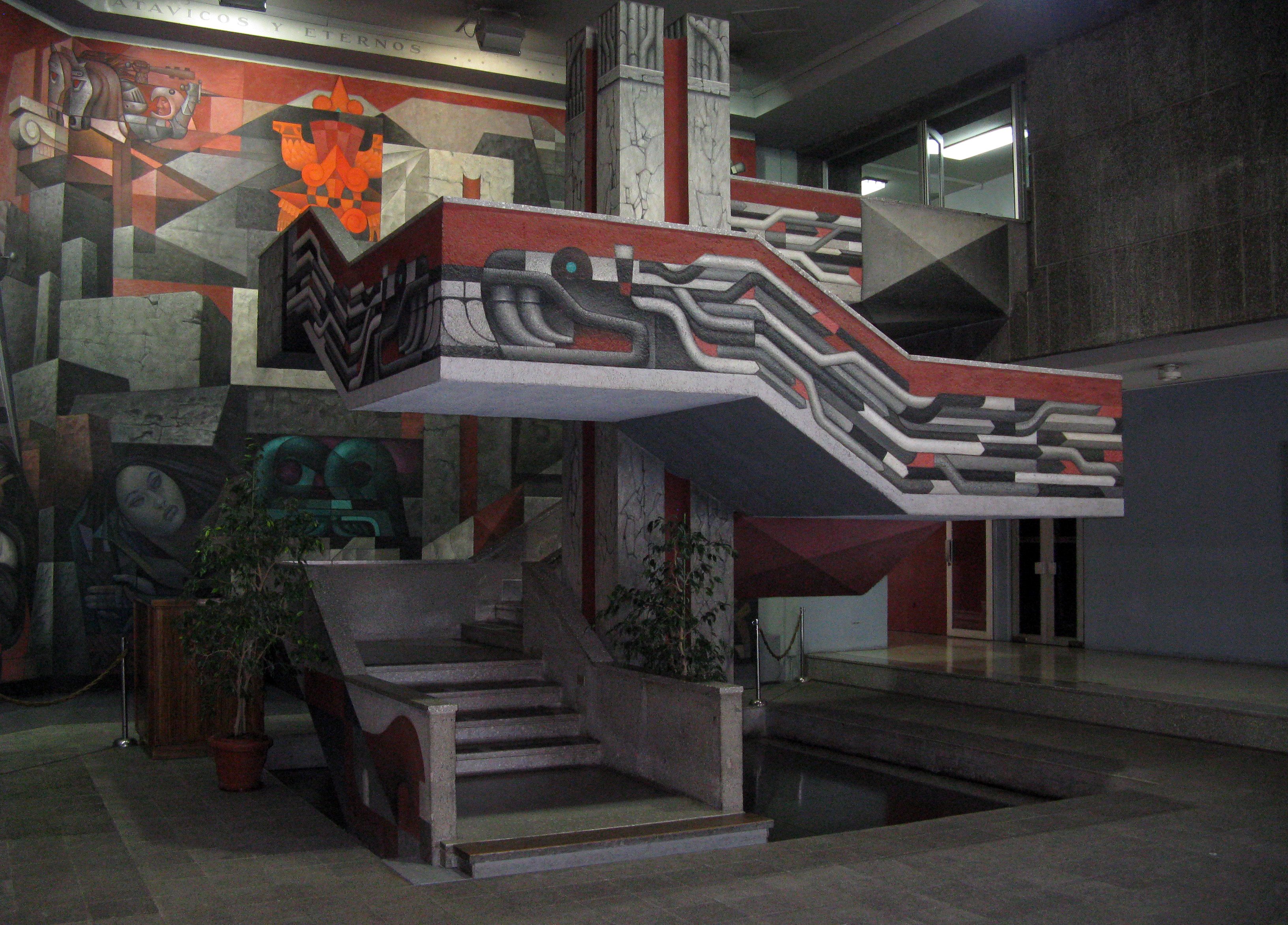
Wizerunek boga Quetzalcoatl na klatce schodowej.

### Struktura
Mural podzielony jest na trzy części: płaski centralny panel o wymiarach 20 m na 6 m oraz dwa panele boczne, położone pod kątem prostym w stosunku do centralnego. W sumie trzy części zajmują powierzchnię 211,2 m². Dodatkowo do celów malarskich wykorzystana została także klatka schodowa prowadząca na drugie piętro galerii, co zwiększyło całkowitą powierzchnię dzieła do 300 m². Mural wykonano przy pomocy farb akrylowych na chropowatym stiuku w holu głównym Domu Sztuki.

### Opis

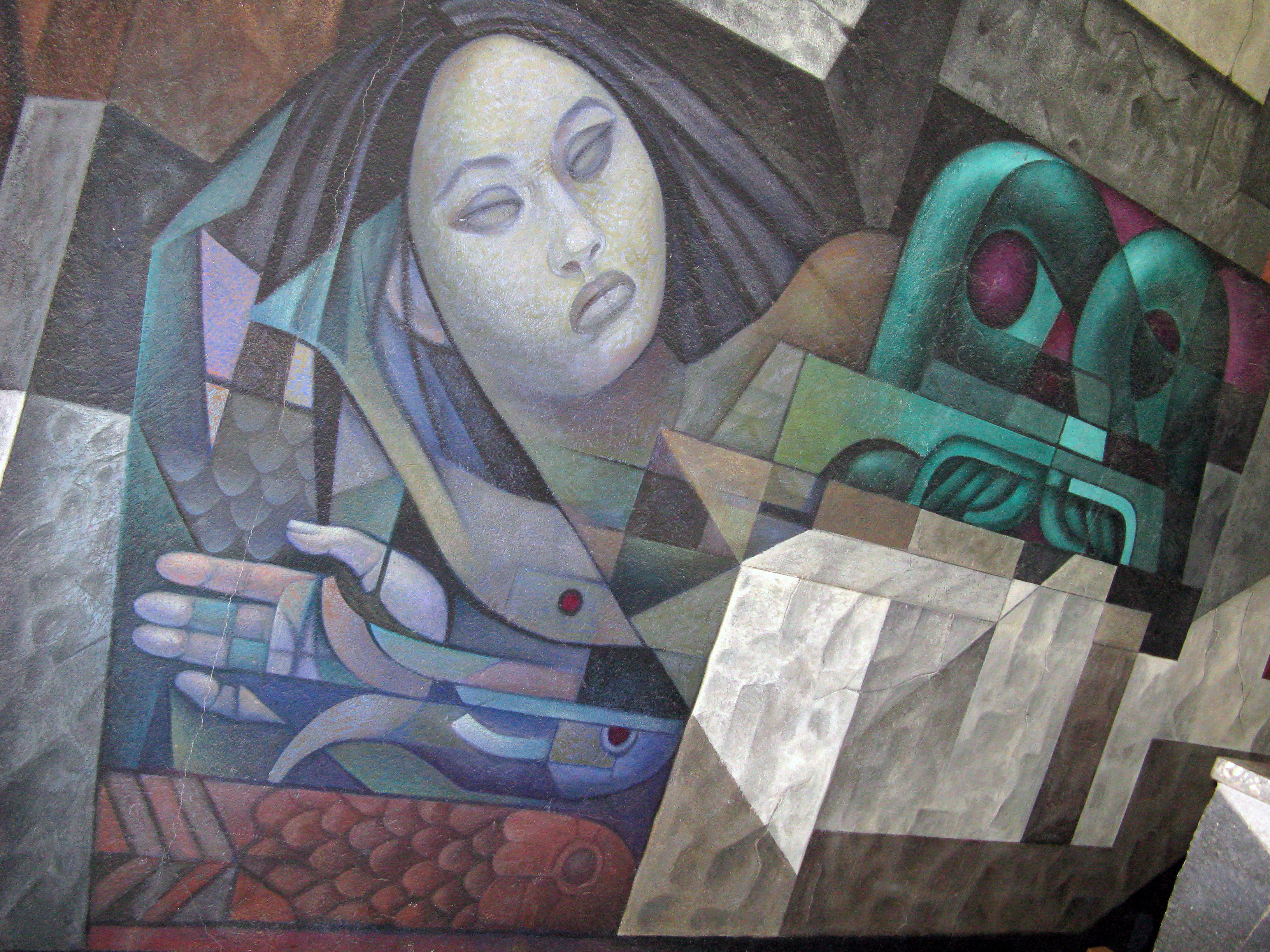
Kobieta wyłaniająca się z morza i bóg Tlaloc

Dzieło prezentuje historię Ameryki Łacińskiej, pokazaną za pomocą geometrycznych i symbolicznych rysunków, które podkreślają braterstwo między różnymi ludami Hispanoameryki. Są one przedstawione w kolejności chronologicznej – od prawej do lewej strony.
Prawy panel boczny ukazuje wyobrażenia z okresu epoki prekolumbijskiej. W dolnej jego części z panteonu azteckich bóstw wyłania się kobieta z rybą w dłoniach, symbolizując zasobność oceanów. Obok niej widoczny jest w zielonej masce Tlaloc, bóg deszczu. Przed nią, pod postacią wijącego się węża oplatającego klatkę schodową, znajduje się Quetzalcoatl, bóg kultury. W górnej części panelu umiejscowiony jest Zontemoc, bóstwo symbolizujące zmierzch kultury prekolumbijskiej. Dalej wyrasta hiszpański konkwistador w pełnej zbroi i sztyletem w ręku, walczący z człowiekiem-orłem, co symbolizuje podbój i kolonizację zachodniej półkuli.
Centralny panel, na którym w symboliczny sposób ukazano mieszanie się różnych ras i kultur, rozpoczyna się przedstawieniem kroczącego po prawej stronie hiszpańskiego żołnierza, europejskiego zdobywcy kontynentu, i miejscowej Indianki. Idą oni po warstwach węgla, w których uwięzione są śpiące kobiety, symbolizujące bogactwa ziemi: złoto, srebro i miedź. Wyżej, z powierzchni wyłania się ciężarna kobieta opleciona pnączem winorośli, symbolizująca płodność ziemi. Z niej wyrasta amerykańska kukurydza oraz europejska pszenica, pożywienie, które stanowi podstawę dla rozwoju przemysłu, technologii i nauki, nakreślonych poprzez skomplikowane stalowe maszyny, znajdujące się w górnej części panelu. W środku panelu widać zachodzące na siebie ludzkie postaci, podkreślające mieszanie się ras. Największa z nich ma kolor czerwony i odnosi się wprost do Indian. Po lewej stronie znajduje się ludzkich rozmiarów postać nagiej kobiety, z mapą państw Ameryki Łacińskiej na łonie. Nad nią widoczny jest kapitel, symbolizujący grekoromański wkład do kultury latynoamerykańskiej. Dalej, po lewej, znajdują się duże bloki skalne, tworzące olbrzymią pionową konstrukcję, symbolizującą mezoamerykańską architekturę.

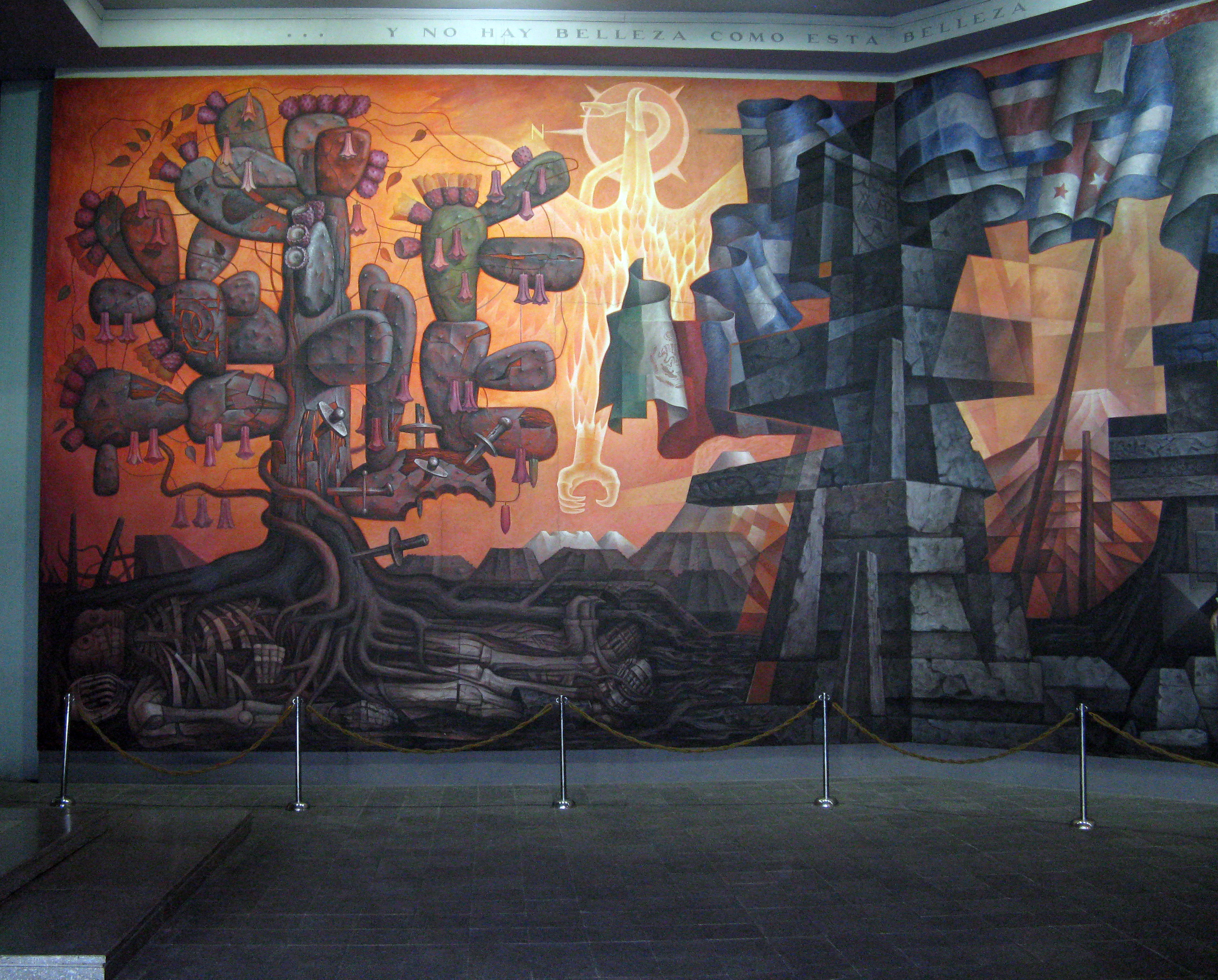
Lewy panel boczny muralu

Lewy panel boczny prezentuje opuncję, która łączy się z lapagerią (narodowe drzewo i kwiat odpowiednio Meksyku i Chile). Roślina przekuta jest włóczniami, co symbolizuje cierpienia Ameryki Łacińskiej, a jej korzenie wrośnięte są w martwego wojownika, który zapewnia jej wzrost i życie.
U szczytu muralu znajduje się rząd flag państwowych. Rozpoczyna się on po prawej stronie flagą Chile. Obok niej widnieje kondor, narodowy ptak tego kraju. Kończy się natomiast flagą Meksyku i wyobrażaniem orła oraz węża, meksykańskich symboli narodowych. Flagi, w kolejności od prawej do lewej, oddają geograficzne rozmieszczenie państw na mapie z południa na północ. Pierwszą z nich jest wspomniana flaga Chile, a następnie flaga Argentyny, Urugwaju, Paragwaju, Boliwii, Brazylii, Peru, Ekwadoru, Wenezueli, Kolumbii, Haiti, Kuby, Panamy, Kostaryki, Hondurasu Nikaragui, Gwatemali i na końcu Meksyku.
Na dalszym planie, na całej powierzchni muralu, widoczne są Andy, a ponad nim wyryta jest strofa wiersza chilijskiego poety, Pablo Nerudy, opiewająca piękno Ameryki Łacińskiej.
Mural Presencia de América Latina od chwili powstania stał się jednym z symboli i atrakcji turystycznych miasta Concepción.

## Galeria

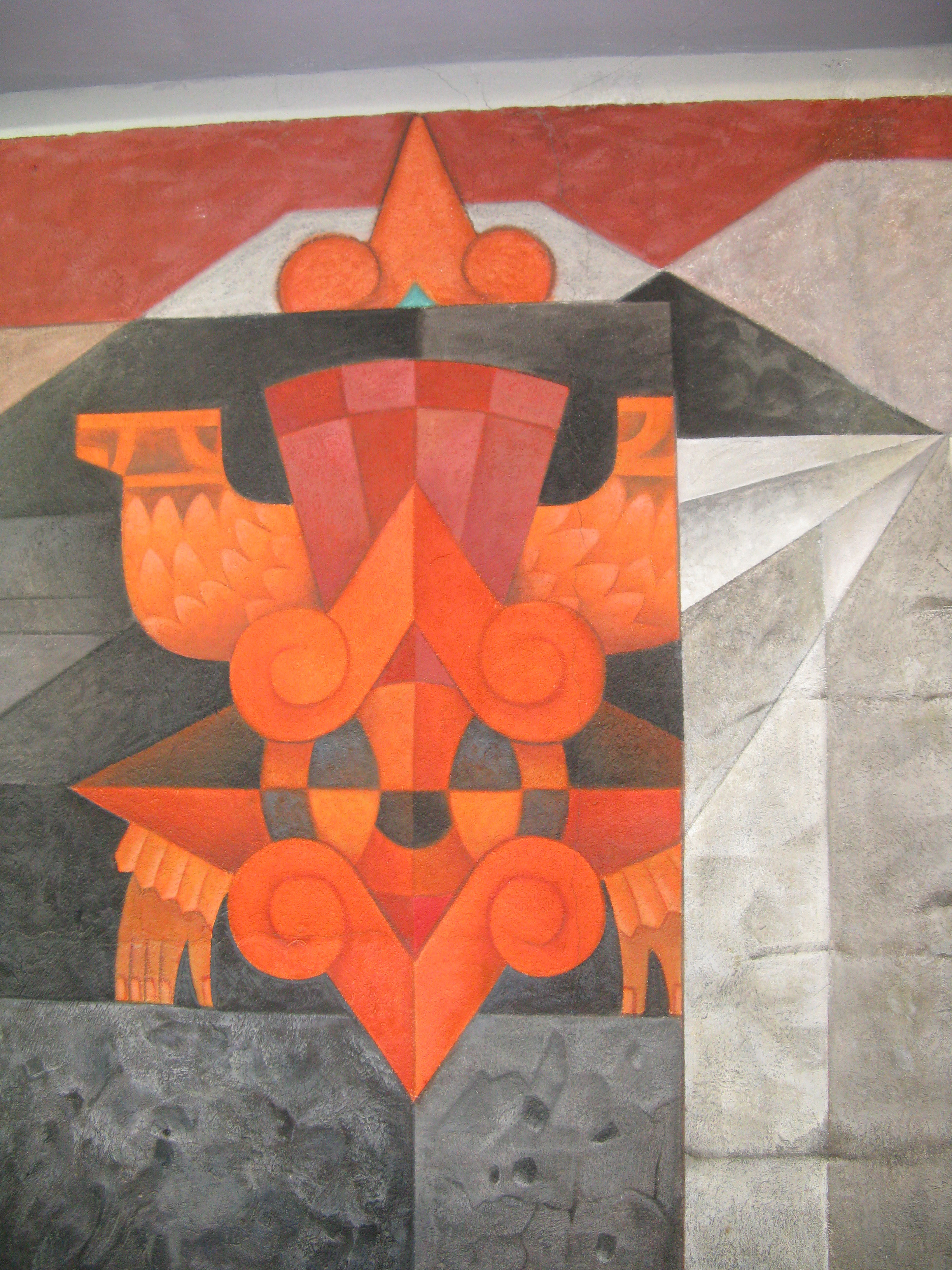
Zontemoc – symbol zmierzchu kultury prekolumbijskiej.
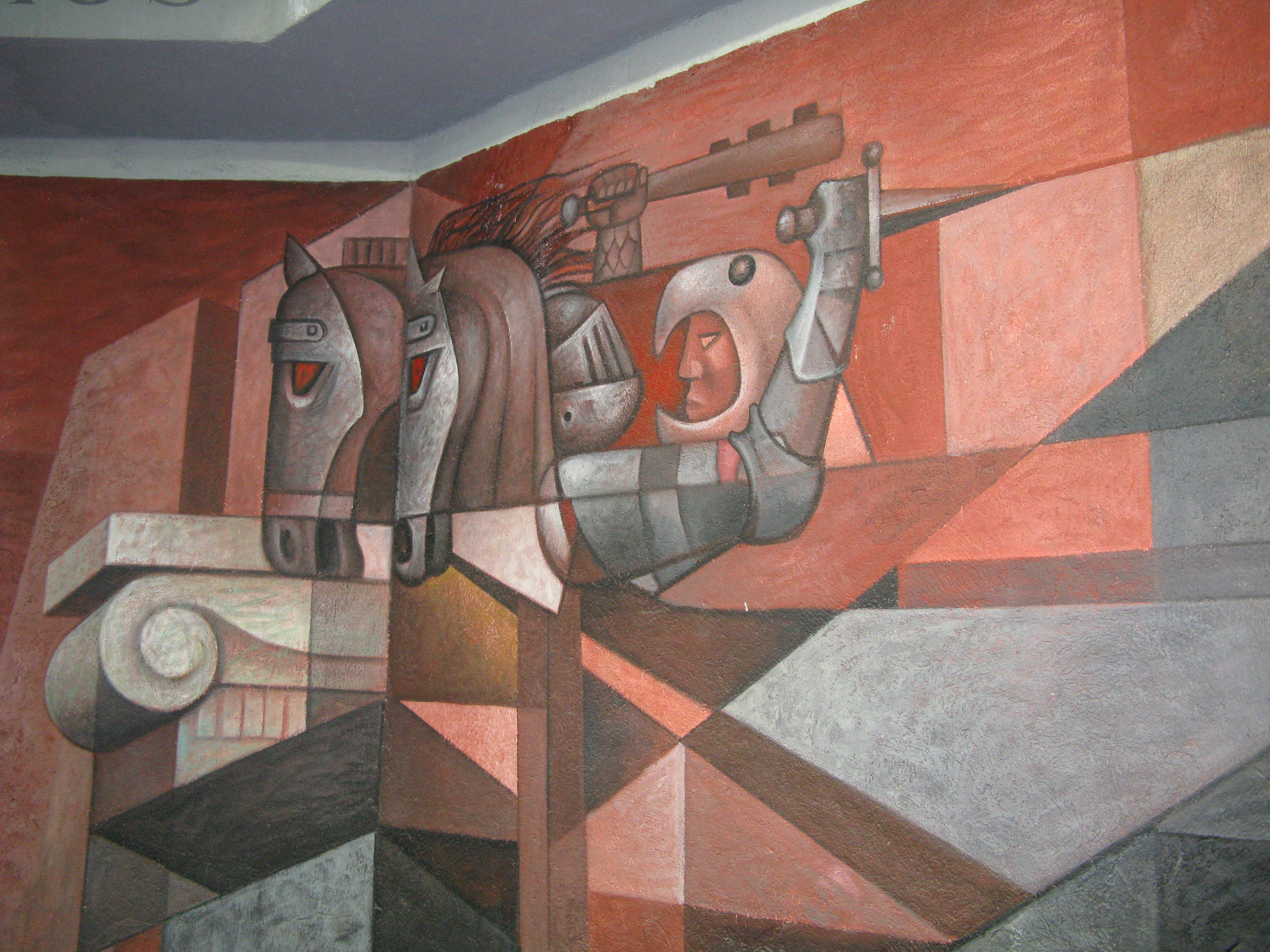
Konkwistador w zbroi.
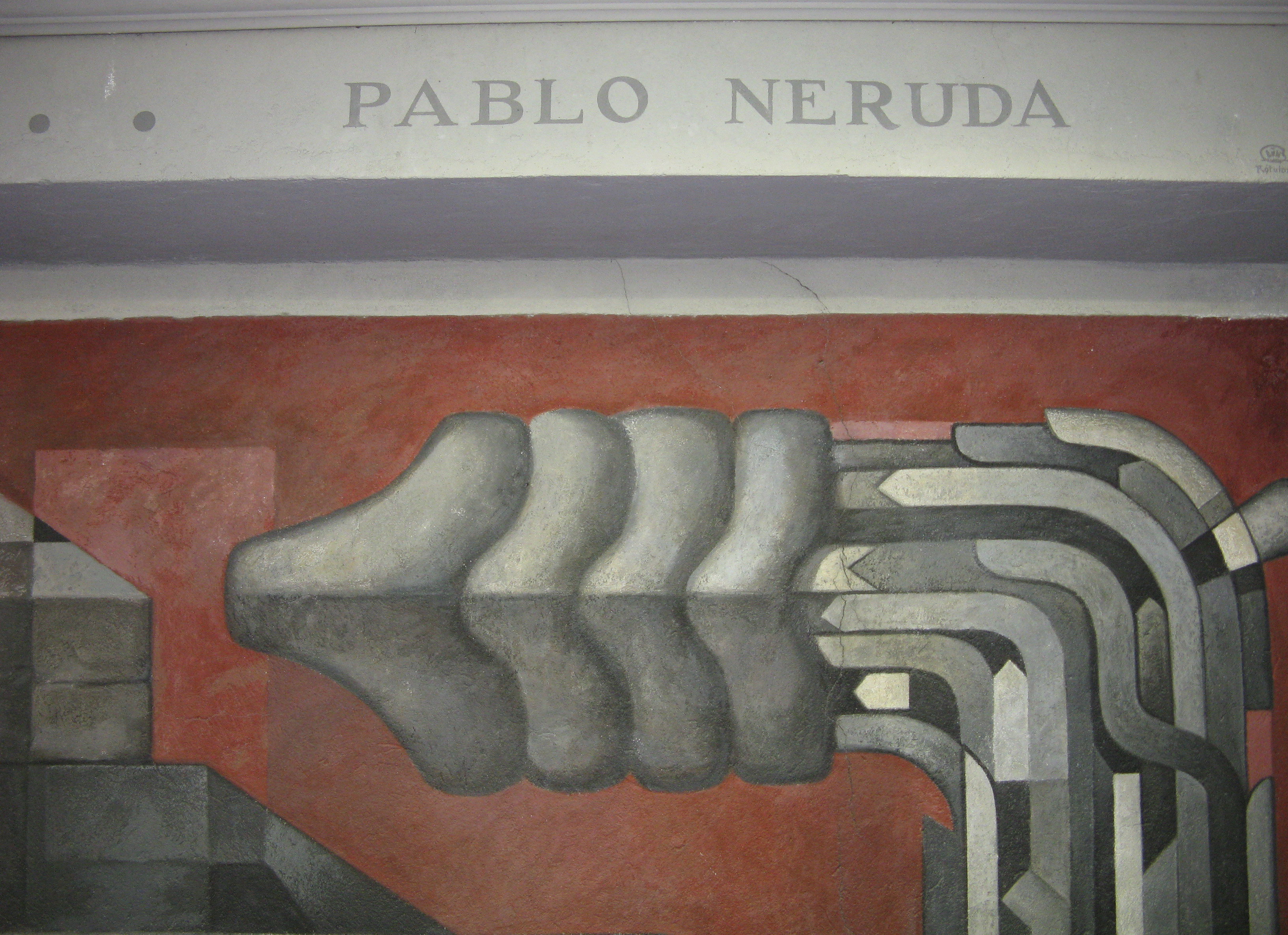
Napis "Pablo Neruda", kończący fragment jego wiersza.
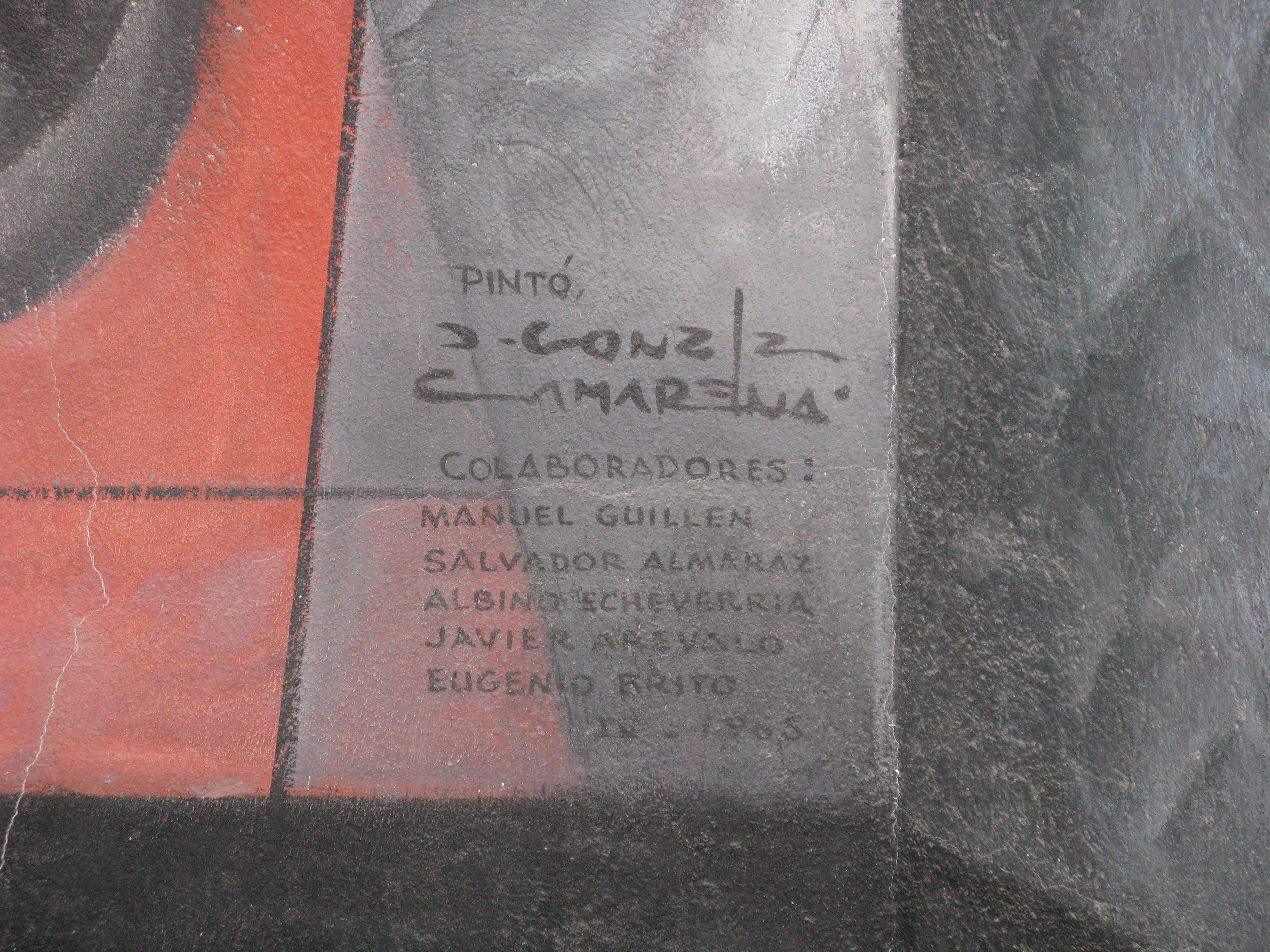
Podpisy twórców muralu.